# Jon Stanhope
Jon Stanhope, właśc. Jonathon Ronald Stanhope (ur. 29 kwietnia 1951 w Gundagai) – australijski polityk, członek Australijskiej Partii Pracy (ALP). Od 5 listopada 2001 do 12 maja 2011 pełnił urząd szefa ministrów Australijskiego Terytorium Stołecznego (ACT). Był osobą najdłużej pełniącą to stanowisko w dotychczasowej historii.

## Życiorys
Pochodzi z Nowej Południowej Walii, jednak przeniósł się do Canberry już jako młody człowiek, aby studiować prawo na Australian National University. Następnie był prawnikiem zatrudnionym w wielu instytucjach państwowych, pracował także dla wielu prominentnych polityków ALP, w tym Kima Beazleya, który później został przywódcą ALP na szczeblu federalnym.
Znalazł się w grupie polityków wybranych do Zgromadzenia Ustawodawczego ACT na pierwszą kadencję po jego powstaniu, w roku 1988. Od samego początku pełnił funkcję przywódcy frakcji ALP w Zgromadzeniu i tym samym lidera opozycji w ACT. W 2001 Partia Pracy objęła władzę w Terytorium, a Stanhope został szefem jego ministrów. Przez pierwsze trzy lata jego gabinet miał charakter mniejszościowy, podobnie jak wszystkie wcześniejsze gabinety terytorialne w ACT. W 2004 został pierwszym szefem ministrów, któremu udało się utworzyć gabinet większościowy, po tym jak ALP zdecydowanie wygrała w wyborach lokalnych. Po wyborach z 2008 jego gabinet ponownie stał się mniejszościowym, zaś w większości głosowań ALP polega na nieformalnym poparciu Zielonych.
Od 3 grudnia 2007 – gdy po 11 latach sprawowania władzy ze stanowiska odszedł premier federalny John Howard – Stanhope był najdłużej urzędującym szefem rządu w Australii, wliczając w to szefów rządów federalnego, stanowych i terytorialnych. 12 maja 2011 zrezygnował ze stanowiska szefa ministrów, a cztery dni później również z zasiadania w parlamencie ACT. Jego następczynią na czele rządu została Katy Gallagher, która od 2006 była jego zastępczynią.
W sierpniu 2011 przyjął stanowisko profesora w Australijsko-Nowozelandzkiej Szkole Administracji Państwowej na University of Canberra. Od 5 października 2012 do 6 października 2014 był administratorem Wyspy Bożego Narodzenia i Wysp Kokosowych.

## Życie prywatne
Jest żonaty i ma czworo dzieci.